# Emma Halleen
Emma Halleen Atkins (Stillwater, 27 de outubro de 1997) é uma atriz americana. Ela é mais conhecida por interpretar Shelby Brubaker em American Horror Stories.

## Filmografia

### Cinema
| Ano  | Título                             | Papel         | Notas          |
| ---- | ---------------------------------- | ------------- | -------------- |
| 2020 | Corporal                           | Sylvia        | Curta-metragem |
| 2021 | Bind                               | Brenda        | Curta-metragem |
| 2021 | Blush                              | Elle          | Curta-metragem |
| 2021 | Pavement                           | Anna          | Curta-metragem |
| 2021 | In the Gray                        | Jasmine       | Curta-metragem |
| 2022 | Children of Change                 | Joan          | Curta-metragem |
| 2022 | Surrender                          | Pilar         | Curta-metragem |
| 2022 | The Erl King                       | Leora         | Curta-metragem |
| 2023 | The Vampyre                        | Adolescente   | Curta-metragem |
| 2023 | Downtown Owl                       | Katie Hrlicka |                |
| 2023 | Christmas, Dumpling and Tortellini | Aurora        | Curta-metragem |

### Televisão
| Ano  | Título                  | Papel           | Notas              |
| ---- | ----------------------- | --------------- | ------------------ |
| 2023 | American Horror Stories | Shelby Brubaker | Episódio: "Bestie" |
| 2025 | The Original Monster    | Suzette         |                    |
| 2026 | The Beauty              |                 |                    |